# Códice de Ragyndrudis

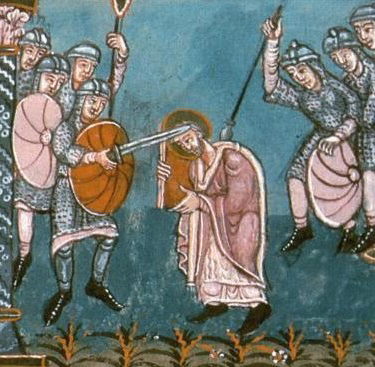
Una de las primeras representaciones de san Bonifacio usando un libro como protección. Detalle del Fuldaes Sakramentar, hacia 975.

El Códice de Ragyndrudis (Codex Bonifatianus II) es un códice altomedieval estrechamente relacionado con san Bonifacio, que, según la tradición, utilizó en el momento de su martirio para desviar la espadas o hachas de los paganos/ladrones frisones que lo asesinaron el 5 de junio de 754 cerca de Dokkum, Frisia. Esta fuerte asociación ha dado al libro el estatus de reliquia por contacto.
La fuente más antigua considerada como prueba de una conexión entre el códice del siglo VIII y Bonifacio está en una vita del santo escrita en el siglo X en Utrecht, y que afirma que Bonifacio sostuvo un evangelio sobre su cabeza para protegerse. El Códice de Ragyndrudis no es un evangelio, sino más bien una colección de textos sobre la exégesis, la apología y los dogmas católicos, pero esto no ha impedido que el códice sea estimado como el escudo del santo, una idea reforzada por los profundos cortes a través de la encuadernación y las páginas. El libro se conserva en el Domschatz, la cámara del tesoro de la catedral de Fulda, y en el museo de la catedral se expone un facsímil.

## Nombre y contexto
El Códice de Ragyndrudis es uno de los tres libros «bonifacianos», un conjunto de tres manuscritos con encuadernaciones del siglo VIII que tradicionalmente se ha considerado que han estado en posesión de san Bonifacio. Los otros son el llamado Códice de Víctor (Codex Bonifatianus I) y el Evangelio de Cadmug (Codex Bonifatianus III). Todos los Codices Bonifatiani se hallan en Fulda, aunque en diferentes lugares: el I y III se encuentran en la Biblioteca Estatal de Hesse, mientras que el II se conserva en el Domschatz de la catedral en calidad de préstamo de la biblioteca del seminario. Con motivo de la visita del papa Juan Pablo II a Fulda en 1980, Ludwig Ritterpusch realizó tres facsímiles del Códice de Ragyndrudis, dos de los cuales se exhiben en el museo de la catedral y en la Biblioteca Estatal de Hesse.
La primera mención de los tres libros como un grupo relativo a la vida de Bonifacio fue hecha por el jesuita Nicolás Serario (1555–1609), quien los describió en una vita del santo (1604).

### Codices Bonifatiani IyIII
El Códice de Víctor, también conocido como Codex Fuldensis, fue confeccionado a mediados del siglo VI por Víctor de Capua y es aclamado como uno de los manuscritos más famosos del mundo por su contenido, escritura e historia. Almacena una armonía de los Evangelios y es testigo importante de una serie de enigmas textuales del Nuevo Testamento. El mismo Víctor corrigió y editó el manuscrito, y lo firmó el 12 de abril de 547. Durante mucho tiempo se pensó que una particular expresión encontrada también en la correspondencia de Bonifacio era evidencia de que el mártir había utilizado el manuscrito, pero Malcolm Parkes demostró que la frase era un añadido de un escriba fuldense del siglo VIII posterior a la muerte de Bonifacio. Bonifatius Fischer creyó que las glosas en el margen de la Epístola de Santiago podrían ser del santo, ya que están escritas por una mano anglomeridional de principios del siglo VIII. La encuadernación fue elaborada probablemente en Northumbria.
El Evangelio de Cadmug es un pequeño «evangelio de bolsillo» de la segunda mitad del siglo VIII. El nombre «Cadmug» (también recogido como «Vidrug» o «Cadmag») aparece en 65r; en el verso está anotado —erróneamente— que el propio Bonifacio escribió el manuscrito, un error que data de la época en que fue prestado a Arnulfo de Carintia, a finales del siglo IX.

### El Códice de Ragyndrudis
El nombre «Ragyndrudis» se encuentra en el folio 2v, en la frase latina «in honore dni nostri ihu xpi ego ragyndrudis ordinaui librum istum». No se ha podido hacer una identificación exitosa de la Ragyndrudis histórica, pero una laica llamada Ragyndrugis estuvo vinculada (a través de un matrimonio) a la abadía de San Bertin en Saint-Omer (Francia), y es una candidata probable según Rosamond McKitterick.
El manuscrito fue escrito en una minúscula derivada de la utilizada en la abadía de Luxeuil, a finales del siglo VII o a principios del siglo VIII; McKitterick argumenta que su origen puede ser la abadía de Corbie —fundada por monjes de Luxeuil, y en la que trabajaban codo con codo escribas tanto del continente como de las islas británicas: la manuscripción muestra dos características continentales e insulares. Además, contiene correcciones del siglo VIII y glosas de mano anglosajona.

## Contenido
El códice contiene 14 textos relativos a la exégesis, la apología y los dogmas católicos.
Si bien algunas fuentes informan de que el códice es «una colección de textos mayormente antiarrianos», esto no es del todo correcto —el códice contiene una serie de aquellos textos (cortos), pero también incluye el De bono mortis de Ambrosio de Milán y el Synonyma de Isidoro de Sevilla. El Códice de Ragyndrudis es uno de los muchos códices que contienen el Synonyma, un texto relacionado con las fundaciones monásticas anglosajonas en el continente. El texto del Decretum Gelasianum es la copia completa del manuscrito más antigua.
1. Epistola Leo I papae ad Flavianum episcopum  Constantinopolitanum, 2v-11v
2. Theodoro episcopo Foroiulensi Leo urbis Romae episcopus, 11v-14v
3. Disputatio beati Cerealis episcopi Castellensis contra Maximinum Arriomanitam, 14v-34v
4. Epistula Agnelli episcopi Ravennatensis ad Arminium De ratione fidei, 34r-39r
5. Libellum Fausti confessoris episcopus Reiensis De ratione fidei, 39r-45r
6. Fides edita sancti Ambrosii episcopi De spiritu sancto, 45r-47v
7. Testimonia de deo patri et filio et spiritu sancto, 47v-53v
8. Regula fidei catholicae facta a Nicena, 53v-55r
9. Regula fidei secundum CCCXVIII patris, 55r-55v
10. Regula fidei caholicae contra omnes hereses Hieronimi presbyteri, 56r-57r
11. Explanacio fidei catholicae (Decretum Gelasianum), 57r-61v
12. Sancti Ambrosii De bono mortis, 62r-96r
13. Notitio regionum et civitatum quibus sanctorum apostolorum et evangelistarum venerabilia corpora requiescunt (De locis apostolorum), 96r-97r
14. Liber sancti Ysidori episcopi (Synonyma de lamentatione animae peccatricis), 98v-143r

## Legado

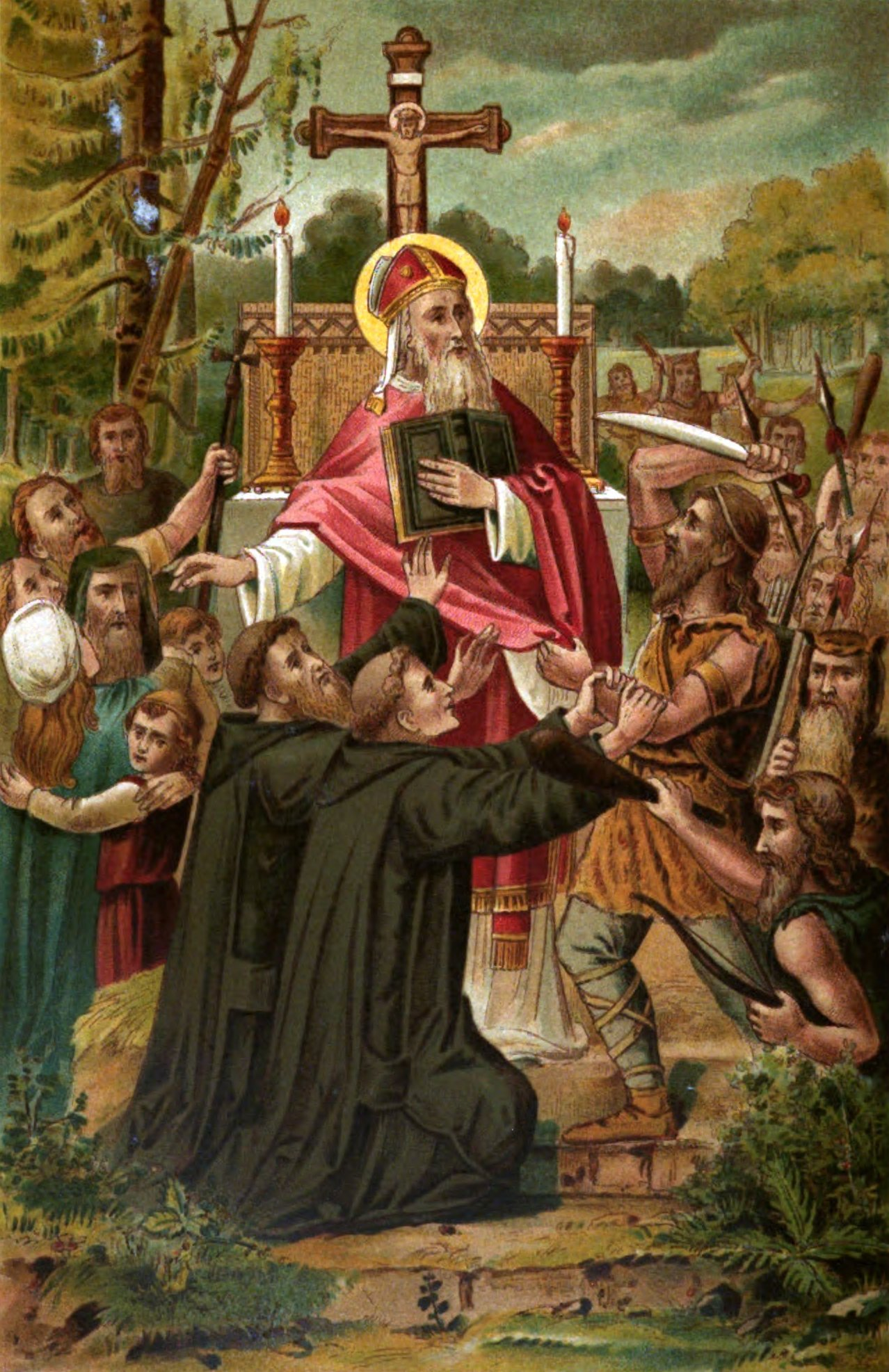
Representación de 1903 del martirio de san Bonifacio, con el santo con un libro ante su pecho.

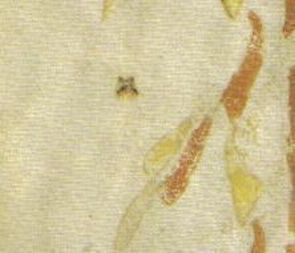
Agujero de clavo en el códice.

El legado del códice se basa en la vida y muerte de san Bonifacio, que en 753 había partido hacia Frisia una vez más para tratar de convertir a los frisones. En la mañana del 5 de junio de 754, Bonifacio, que había acampado en la campiña con 50 o más compañeros, estaba preparándose para aceptar los nuevos conversos, cuando el campamento fue invadido por bandidos paganos que mataron a todos los misioneros y destruyeron sus posesiones. Mientras que los primeros relatos hagiográficos de Bonifacio le representan ordenando a sus acompañantes deponer las armas y aceptar el martirio, narraciones ulteriores agregan que tenía un libro sobre su cabeza para protegerse —lo que el erudito bonifaciano Lutz von Padberg llama la Schutzhypothese, la «hipótesis de la protección», y que se ha convertido en la imagen del santo para la posteridad.
La primera crónica que incluye este detalle es la llamada Vita altera Bonifatii, escrita en Utrecht (el asentamiento franco/cristiano más cercano a Frisia) y del cual se conserva una revisión atribuida al obispo Radbodo, quien ocupó la sede diocesana de Utrecht en el periodo 900–917. La acción se repite en la mayoría de los demás vitaes siguientes, de las cuales la de Otloh de San Emmeran (siglo XI) es la más importante. Aquel libro, a pesar de que es referido como un «evangelio» en las vitae de Utrecht y Otloh, es generalmente identificado con el Códice de Ragyndrudis. Los cinco hondos cortes en el volumen parecen reforzar la Schutzhypothese, pero Von Padberg sostiene que la posición y el carácter de los tajos no coinciden con la hipótesis; además, Bonifacio era un hombre extraordinariamente alto, lo que hace aún más improbable que se produjeran los cortes mientras sostenía el códice sobre su cabeza. Según Von Padberg, los Codices Bonifatiani debieron haber permanecido en Utrecht y sido trasladados a Fulda en 825, ya que de no haber sido así la tradición de Utrecht los habría identificado con más claridad. Las imágenes del santo sosteniendo un libro a modo de protección empezaron a aparecer en Fulda hacia 970, cuando una serie de sacramentarios fueron ilustrados con escenas de la obra de Bonifacio como misionero y su martirio.
Que Bonifacio habría llevado consigo una colección de libros en sus viajes está fuera de toda duda. En cambio, que el Códice de Ragyndrudis era uno de esos libros no consigue la misma unanimidad —sus contenidos parecen ajenos a cualquier obra misionera, y ciertamente no es un evangelio. Aun así, es posible que fuera uno de los libros reencontrados más tarde en Frisia y traídos de vuelta a Utrecht, desde donde se desplazaron Rin arriba hasta Maguncia y luego Fulda. Marco Mostert afirma que es posible, incluso factible, que la recensión de la vita por mandato de Radbodo llegase a Fulda, donde la leyenda se asociase a los libros dañados que podrían haber sido de Bonifacio, de manera que en el siglo X éstos disfrutarían ya de un estatus elevado al de reliquias por contacto.
Un artículo de Der Spiegel de 2012 informó que investigaciones recientos habían encontrado pruebas de que un clavo pudo ser incrustado en el libro, lo que pudo haber sido el resultado del intento de clavarlo en un árbol como parte de un ritual germánico anticristiano.
Michael Drout propuso que el ficticio Libro de Mazarbul del legendarium de J. R. R. Tolkien, especialmente su condición física, debe algo al Códice de Ragyndrudis.